# Regierungswechsel in Madagaskar 2009

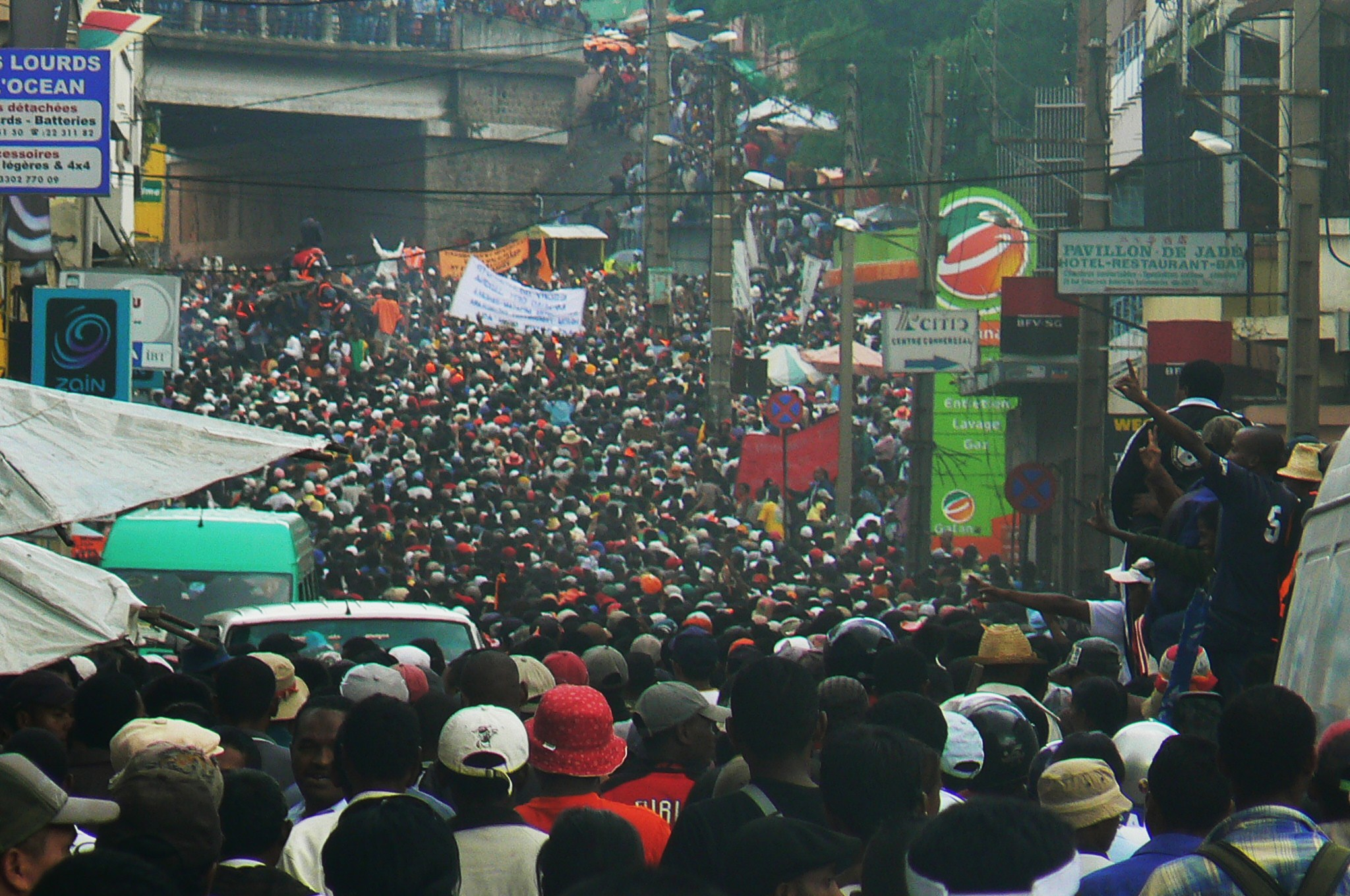
Demonstration in Antananarivo im Januar 2009

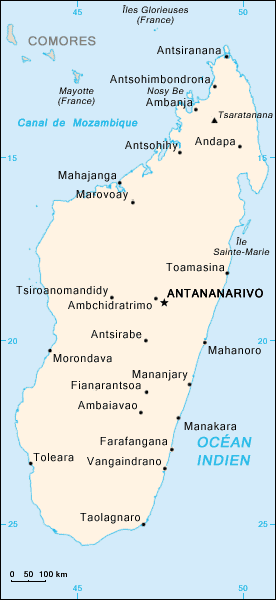
Karte Madagaskars. Die Proteste konzentrierten sich auf die Hauptstadt Antananarivo

Der Regierungswechsel in Madagaskar 2009 war ein vom madagassischen Militär unterstützter Umsturz im Frühjahr 2009.
Am 27. Januar 2009 brachen Unruhen gegen die Regierung des Staatspräsidenten Marc Ravalomanana aus, dem von der Opposition vorgeworfen wurde, sich durch seine Amtsführung persönlich auf Kosten des Landes zu bereichern. Auslöser war die Entscheidung der Regierung, den Fernsehkanal TV Viva zu schließen, der eine Rede von Didier Ratsiraka übertragen hatte. Der Anführer der Demonstration, Andry Rajoelina, bis dahin Bürgermeister der Hauptstadt Antananarivo und Besitzer des Fernsehkanals, rief eine demokratisch nicht legitimierte Gegenregierung aus. Verfassungsrechtler bewerten dies als Putschversuch. Als die Anhänger Rajaoelinas auf seine Aufforderung hin das Stadtpalais des Präsidenten stürmen wollten, wurden sie von den Ordnungskräften unter Einsatz von Schusswaffen daran gehindert.
Nach seinem gescheiterten Putschversuch flüchtete Rajoelina am 6. März 2009 zunächst in die französische Botschaft und sicherte sich von dort aus innerhalb weniger Tage die Unterstützung des madagassischen Militärs. Rajoelina setzte daraufhin erneut eine Übergangsregierung ein. Am 16. März 2009 besetzten Militäreinheiten den Amtssitz von Staatspräsident Ravalomanana, der zuvor Rücktrittsforderungen abgewiesen hatte. Am 17. März 2009 trat Präsident Ravalomanana zurück und übergab die Amtsgeschäfte an ein Militärdirektorium unter der Leitung von Vizeadmiral Appolite Ramaroson Rarison, der es jedoch ablehnte, die Macht zu übernehmen und Andry Rajoelina zum Präsidenten erklärte. Bei den Unruhen kamen seit Januar 2009 mindestens 140 Menschen ums Leben.
Nur wenige Tage später, am 21. März 2009, wurde Rajoelina als neuer Präsident eingeschworen. Als eine seiner ersten Amtshandlungen löste Rajoelina das Parlament auf und verkündete, dass Neuwahlen innerhalb von zwei Jahren stattfinden werden.
Die mit Hilfe des Militärs erfolgte Entmachtung Ravalomananas wurde international kritisiert. Die Mitgliedschaft Madagaskars in der Afrikanischen Union wurde nach 2002, damals anlässlich der Machtübernahme durch Ravalomanana, wiederum suspendiert. Außerdem weigerte sich die Entwicklungsgemeinschaft des südlichen Afrikas, Rajoelina als neuen Präsidenten anzuerkennen. Deutschland setzte die Entwicklungshilfe für das Land aus und forderte eine schnelle Rückkehr zur Demokratie. Im Zuge der Amtsübernahme durch Andry Rajoelina kam es in den folgen Tagen erneut zu Massenprotesten in der Hauptstadt Madagaskars.

## Belege
1. ↑  Frankfurter Rundschau: Neokolonialismus - Daewoo kauft Madagaskar auf (Memento vom 1. April 2009 im Internet Archive)
2. ↑  Rajoelina réfugié à l'ambassade de France, Le Figaro, (10. März 2009)
3. ↑  Armee übergibt die Macht an den Oppositionsführer, Spiegel Online
4. ↑  Armee greift in Machtkampf auf Madagaskar ein, Spiegel Online, (16. März 2009)
5. 1 2   Mail & Guardian: Thousands protest at Madagascar 'coup'
6. ↑  Konrad-Adenauer-Stiftung: Der Artikel „Der Fall Madagaskar und die Afrikanische Union“ diskutiert das besondere Demokratieverständnis der AU am Fall der Wiederaufnahme Madagaskars in die AU in 2003
7. ↑  Tagesschau: Neue Regierung zunehmend politisch isoliert (Memento vom 23. März 2009 im Internet Archive) vom 20. März 2009.
8. ↑  Frankfurter Allgemeine Zeitung: EU spricht von „Staatsstreich“